# Altenrieter Brezelmarkt
Der Altenrieter Brezelmarkt findet jedes Jahr am Palmsonntag auf dem Festplatz „Krähschnabel“ der Gemeinde Altenriet im Landkreis Esslingen in Baden-Württemberg statt.

## Geschichte
Der Sage nach versuchte der Ortsbäcker seinen Gewinn zu vergrößern und er streckte das Mehl mit Kalk. Jedoch kam man ihm auf die Schliche und er wurde auf der Burg Neuenrieth eingesperrt. Seine Frau und die Altenrieter, die ihren Bäcker vermissten, baten beim Burgherrn um Gnade. Und der Herr von Neuenrieth war kein ungnädiger Mann. Er versprach dem Bäcker die Freiheit, sollte er ein Brot backen können, durch das dreimal die Sonne durchscheinen kann. Dem Bäcker kam in seinem Verlies die Idee, aus Milch, Mehl und Lauge die Brezel zu backen. Kaum kostete der Herr von Neuenrieth die Brezel, begnadigte er den Bäcker. 
Das Fest wird erstmals 1675 in einem Kirchenkonventsprotokoll urkundlich erwähnt. In der 1848 erschienenen Beschreibung des Oberamts Nürtingen steht Folgendes: Eigenthümlich ist unserem Bezirk der seit alten Zeiten bestehende Bretzelnmarkt, welcher am Palmsonntag in der Mittagsstunde auf dem Krähschnabel bei Altenrieth gehalten wird und bei welchem die Mädchen von ihren Liebhabern mit Schürzen voll Bretzeln erfreut werden. In seiner heutigen Form mit Festzug, Festzelt und Markt wurde der Brezelmarkt erstmals 1970 veranstaltet.
Von 2020 bis 2022 wurde der Markt abgesagt wegen der Einschränkungen durch die COVID-19-Pandemie.